# Орден регулярных каноников Святого Креста
Орден регулярных каноников Святого Креста (лат. Ordo Canonicorum Regularium Sancae Crucis, ORC) — католический институт посвященной жизни. Основан в 1131 году в Португалии, где его первым приором был святой Теотоний. Постепенно объединил всех регулярных, то есть приносящих монашеские обеты, каноников Португалии; направлял миссионеров в Индию, Африку и Латинскую Америку. Насильственно упразднен португальскими властями в 1834 году.
Восстановлен в 1977 году членами духовного движения Opus Sanctorum Angelorum. В настоящее время представлен в следующих странах: Австрия, Бразилия, Германия, Индия, Италия, Мексика, Португалия, США, Филиппины. Учебное заведение ордена — папский Institutum Sapientiae — в 1984 году перенесен в Анаполис (Бразилия).
С орденом связана женская конгрегация сестер Святого Креста, ассоциация диоцезальных священников и организация мирян.

## Известные члены
- Св. Антоний Падуанский был членом ордена до своего вступления в орден францисканцев
- Атаназиус Шнайдер, вспомогательный епископ Архиепархии Пресвятой Девы Марии (Астана, Казахстан)